# Nisoniades laurentina
Nisoniades laurentina is een vlinder uit de familie van de dikkopjes (Hesperiidae). De wetenschappelijke naam van de soort is voor het eerst geldig gepubliceerd in 1939 door Williams & Bell.